# Olkiluoto

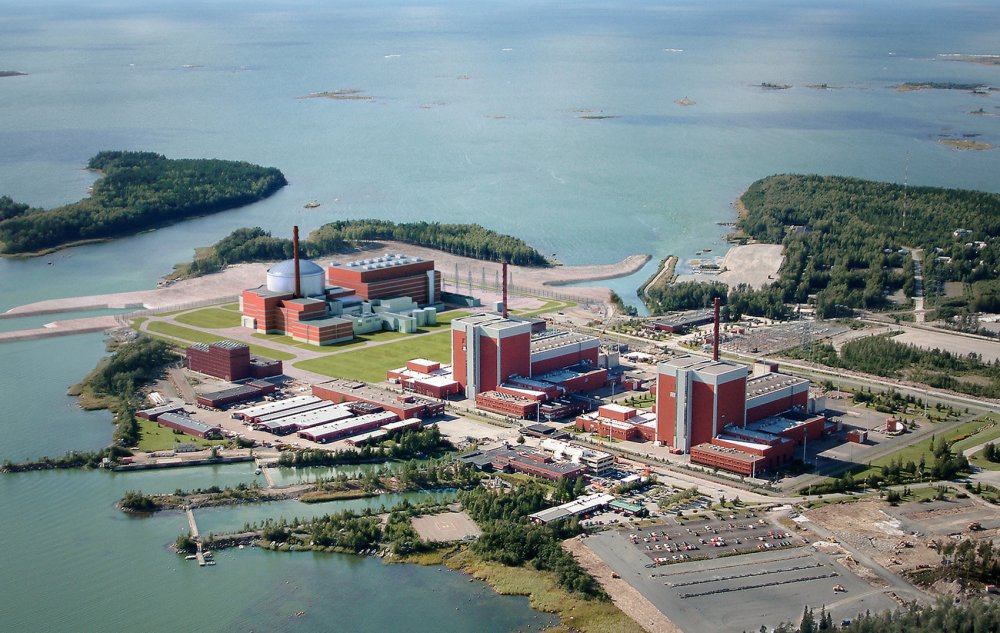
Olkiluoto. Bilden är från 2005 med Olkiluoto 1 och 2 i förgrunden, och med ett fotomontage i bakgrunden av Olkiluoto 3 som togs i drift 2023

Olkiluoto  är en ö i Bottniska havet vid Finlands västkust. Den ligger i landskapet Satakunta omkring 25 kilometer norr om staden Raumo och är del av kommunen Euraåminne. Den 6 kilometer långa och 2,5 kilometer breda ön skiljs från fastlandet av ett smalt sund och kan nås via en broförbindelse.
På Olkiluoto är Olkiluoto kärnkraftverk med två kokvattenreaktorer och en tryckvattenreaktor beläget. I närheten på ön finns en hamn och här uppförs också slutförvaringsanläggningen Onkalo. Kärnkraften har inneburit inflyttning, internationalisering och skatteintäkter för kommunen. Euraåminne har skämtsamt kallats "Finlands mest elektriska kommun". Den tredje reaktorn byggdes av det franska känkraftsbyggbolaget Areva. Företaget förde med sig hundratals franska anställda, vilket gett avtryck som baguetter i livsmedelsaffärer och uppförandet av en fransk skola i kommunen.